# Nadia Styger
Nadia Styger (Zug, 11. prosinca 1978.) je švicarska alpska skijašica.
Nadia ima četiri pobjede u Svjetskom skijaškom kupu tri u superveleslalomu i jednu u spustu, nekoliko puta je bila državna prvakinja u spustu i superveleslalomu.

## Pobjede u Svjetskome kupu
| Datum             | Mjesto    | Disciplina      |
| ----------------- | --------- | --------------- |
| 11. ožujka 2004.  | Sestriere | superveleslalom |
| 9. prosinca 2005. | Aspen     | superveleslalom |
| 3. ožujka 2006.   | Hafjell   | superveleslalom |
| 22. veljače 2008. | Whistler  | spust           |

## Napomena
1. ↑  Pobijedila zajedno sa Michaelom Dorfmeister i Lindsey Kildow

## Vanjske poveznice
- FIS-ov profil: Nadia Styger  Arhivirana inačica izvorne stranice od 29. rujna 2007. (Wayback Machine)
- [neaktivna poveznica]